# Lijst van ministers van de Franse Gemeenschap
Hierna volgt een lijst van ministers die deel hebben uitgemaakt van de Franse Gemeenschapsregering in België, sedert de oprichting van de Franse gemeenschap in 1981, met aanduiding van de politieke partij, waartoe zij behoren of behoorden. Voor meer details: gelieve door te klikken op de naam van de minister.
- 1981-1985, 1988: Philippe Moureaux (PS)
- 1981-1988: Philippe Monfils (PRL)
- 1981-1985, 1988: Robert Urbain (PS)
- 1985-1988: Edouard Poullet (PSC)
- 1985-1988: André Bertouille (PRL)
- 1988-1992, 1995-1996: Jean-Pierre Grafé (PSC)
- 1988-1992: Valmy Féaux (PS)
- 1988-1989, 1995-1999: Charles Picqué (PS)
- 1989-1992, 1999-2000: Yvan Ylieff (PS)
- 1989-1992: François Guillaume (PS)
- 1992-1993: Bernard Anselme (PS)
- 1992-1995: Michel Lebrun (PSC)
- 1992-1994: Elio Di Rupo (PS)
- 1992-1993: Magda De Galan (PS)
- 1993-1999: Laurette Onkelinx (PS)
- 1993-1995: Éric Tomas (PS)
- 1994-1995: Philippe Mahoux (PS)
- 1995-1999: Jean-Claude Van Cauwenberghe (PS)
- 1996-1999: William Ancion (PSC)
- 1999-2004: Hervé Hasquin (PRL)
- 1999-2000: Robert Collignon (PS)
- 1999-2004, 2009-2014: Jean-Marc Nollet (Ecolo)
- 1999-2004: Pierre Hazette (PRL)
- 1999-2004: Françoise Dupuis (PS)
- 1999-2000: Corinne De Permentier (PRL)
- 1999-2004: Nicole Maréchal (Ecolo)
- 2000-2003, 2008-heden: Rudy Demotte (PS)
- 2000-2001: Willy Taminiaux (PS)
- 2000-2003: Richard Miller (PRL)
- 2003-2004: Daniel Ducarme (MR)
- 2003-2004, 2008-2009 : Christian Dupont (PS)
- 2003-2009: Michel Daerden (PS)
- 2004: Olivier Chastel (MR)
- 2004-2008: Marie Arena (PS)
- 2004-2013: Marie-Dominique Simonet (cdH)
- 2004-2007: Claude Eerdekens (PS)
- 2004-2014: Fadila Laanan (PS)
- 2004-2009: Catherine Fonck (cdH)
- 2007-2009: Marc Tarabella (PS)
- 2009-2014: André Antoine (cdH)
- 2009-heden: Jean-Claude Marcourt (PS)
- 2009-2014: Évelyne Huytebroeck (Ecolo)
- 2013-2014: Marie-Martine Schyns (cdH)
- 2014-heden: Joëlle Milquet (cdH)
- 2014-heden: Rachid Madrane (PS)
- 2014-heden: René Collin (cdH)
- 2014-heden: André Flahaut (PS)
- 2014-heden: Isabelle Simonis (PS)